# Fanciulla con flauto
Fanciulla con flauto è un dipinto a olio su tavola (20x17,8 cm) attribuito a Jan Vermeer, databile al 1665-1670 circa e conservato nella National Gallery of Art di Washington. Esistono forti dubbi sulla sua autenticità.

## Storia
Tra i generi della pittura olandese i tronien, ovvero i ritratti in costumi storici o esotici usati spesso per raffigurare personaggi storici, biblici o antichizzanti, erano abbastanza frequenti, e risulta che Vermeer vi si dedicò diverse volte. Nell'inventario dei beni della sua famiglia nel 1676 figurano "tronien dipinte alla moda turca" e ancora nel catalogo dell'asta Dissius (1696) si parla di tronien di sua mano ai numeri 38, 39 e 40.
Nessuna di queste tracce è però collegabile con sicurezza al dipinto che anzi, rispetto alle opere tipiche dell'artista, è inconsuetamente su tavola anziché su tela. Molte sono le similitudini con la Fanciulla con cappello rosso nello stesso museo, tanto che alcuni hanno ipotizzato che i due dipinti facessero pendant, o che comunque fossero stati prodotti in un periodo ravvicinato. Tuttavia il peggior stato conservativo della Fanciulla con flauto, forse dovuto a ritocchi e ridipinture successive, rende più incerta l'attribuzione, tantomeno coi pareri negativi alla sua autenticità di Blanhert (1981), Larsen (1996), Arasse (2006) e altri, che parlano di un falsario francese dell'Ottocento, specializzato nella realizzazione di soggetti del Seicento olandese, per quanto la tavola e i pigmenti si siano dimostrati antichi. Valutazioni più ottimistiche notano una discrepanza tra uno strato di abbozzo iniziale e alcune parti compiute successivamente, come se il dipinto fosse stato a lungo lasciato non finito: è stato ipotizzato che magari alla morte del pittore fosse incompleto e che solo in seguito sia stato completato da altri, facendo il nome di Jan Coelenbier che comprò dalla vedova dell'artista l'intero lotto di quadri ancora di sua proprietà, tra cui c'erano appunto due tronien.
La tavoletta è nota con certezza dal XIX secolo quando si trovava nella collezione di Jan Mahie van Boxtel en Liempde a 's-Hertogenbosch, la cui figlia lo vendette a Bruxelles nel 1911. Portato a Parigi, passò per le mani di vari antiquari di Amsterdam, di Londra e di New York, finché nel 1923 venne acquistato da Peter Arrell Brown Widener, la cui collezione confluì poi nel museo dalla sua apertura nel 1942.

## Descrizione e stile
Il dipinto ricorda per alcuni particolari (l'arazzo sullo sfondo, il volto della donna, il copricapo esotico, al luce da destra) la Fanciulla con cappello rosso. Anche in questo caso la fanciulla è ritratta a mezzo busto, rivolta però frontalmente verso lo spettatore, col capo leggermente inclinato di lato. Poggia le braccia su un tavolino e tiene in mano un oggetto che ricorda un taglierino. È seduta su un seggiolone foderato in cuoio e decorato da teste leonine che spesso compare nelle opere di Vermeer. È leggermente sfocato, facendo pensare all'uso di uno strumento ottico per osservare la modella, come in voga tra gli artisti di quel periodo, probabilmente un telescopio rovesciato. La luce viene catturata dalla pelliccia bianca che orna il petto e i polsini della casacca azzurra, aperta sul collo facendo vedere la camicia bianca sottostante. Illumina inoltre un quarto del viso, mentre il resto è in ombra, anche per la presenza del cappello largo alla cinese, in questo caso coperto di una stoffa rigata. Due orecchini di perla accendono due gocce di luce ai lati del volto.